# Kyojin no hoshi
Kyojin no hoshi (巨人の星) est un shōnen manga scénarisé par Ikki Kajiwara et dessiné par Noboru Kawasaki, prépublié dans le Weekly Shōnen Magazine entre 1966 et 1971 et publié en un total de 19 volumes reliés par Kōdansha.

## Synopsis
Hoshi Hyuma, fils de l'ex-joueur professionnel de baseball Hoshi Ittetsu, apprend le baseball avec son père.